# برنيس ليو
برنيس ليو هي مغنية وموسيقية وعارضة وممثلة كندية، ولدت في 6 يناير 1979 في كندا.

## وصلات خارجية
- برنيس ليو على موقع IMDb (الإنجليزية)
- برنيس ليو على موقع ألو سيني (الفرنسية)
- برنيس ليو على موقع ميوزك برينز (الإنجليزية)
- برنيس ليو على موقع أول موفي (الإنجليزية)
- برنيس ليو على موقع قاعدة بيانات الفيلم (الإنجليزية)
- برنيس ليو على موقع كينوبويسك (الروسية)